# The Missing 8
The Missing 8 é um web anime original (ONA) do animador Naoki Yoshibe produzido pelo estúdio Wit. O primeiro episódio da série estreou no Youtube em 28 de dezembro de 2021.
O conceito de The Missing 8 foi apresentado em 10 de julho de 2019 em um videoclipe de Fuzi e Neru. Um segundo vídeo com Neru  foi lançado em 5 de março de 2020. Os dois primeiros episódios estão sendo transmitidos em japonês com legendas em inglês.

## Enredo
A história gira em torno dos andróides Poppy e Punkun, que vivem em um planeta onde os humanos são lendários. Seu mundo é composto por andróides, robôs, peixes do céu e criaturas destrutivas chamadas Dragonewts. Um dia, uma nave espacial humana cai no planeta e muda tudo.
No primeiro episódio, são apresentados os protagonistas, dois andróides chamados Poppy e Punkun, que têm personalidades totalmente opostas, mas ainda se dão muito bem. Enquanto Poppy recita a história de Lux, o humano, para Punkun, este último fica um pouco irritado com o motivo de Poppy estar tão fascinada por um ser fictício. Logo eles se deparam com alguns Dragonewts, que são criaturas destrutivas que aterrorizam os outros.
No episódio seguinte, a história dá uma reviravolta emocionante. Um misterioso meteoro cai no planeta, que acaba por ser uma nave espacial. Mãe, a criadora de todos os andróides, recebe de Poppy um relatório sobre o meteoro e imediatamente fica agitada com sua realidade.

## Produção
Produzida com um orçamento reduzido, esta série adota uma animação muito limitada ou mesmo inexistente (um pouco em modo motion comic), apostando sobretudo na qualidade do visual e da história que pretende contar. O projeto contou com direção de Naoki Yoshibe e design de animação de Riku e Ao Fujimori.